# André Emlinger
André Emlinger (né à Belfort le 27 août 1909 et décédé le 17 avril 2005 à Tarbes) fut un militaire et un chef d'entreprise dans la région des Hautes-Pyrénées.

## Origine et famille
La famille Emlinger serait originaire d'un  village appelé Emlingen situé dans le Haut-Rhin. Ceci n'est qu'une hypothèse, sachant qu'à aucun moment de l'histoire ce patronyme apparaît à Emlingen dans un document officiel.
Son père sous-officier fut ami de Jules Peugeot (cousin éloigné) avec qui ils montèrent un atelier où on commença à carrosser les véhicules hors séries de Peugeot. Son oncle, Étienne de Saint-Maixent fut à l'origine de la TSF de la tour Eiffel. Il se maria deux fois, et eut deux enfants (Pierre et Jacqueline).

### Études
Il obtient le certificat d'études, puis rejoint les jésuites, à Lons-le-Saunier. Enfin il obtient une capacité en droit à la Sorbonne et poursuivit des études de droit mais celles-ci furent stoppées par le début de la 2e guerre mondiale.

### Carrière sportive
André Emlinger, dès l'âge de 13 ans, participait aux championnats de France de gymnastique. Puis il acquit une bonne réputation d'athlète régional en course à pied sur 800 et 1 500 mètres pour être classé ensuite parmi l'élite de l'athlétisme parisien. Sur les conseils de Le Hanvic et Bacquet, il deviendra entraîneur d'athlétisme. Sa carrière sportive a été influencée directement par Élie Mercier premier directeur de l'Institut national des sports qui est devenu l'Institut national du sport et de l'éducation physique. Il deviendra par la suite entraîneur national. C'est à cette même époque qu'il rédigea des articles pour le journal L'Auto futur journal L'Équipe.
- Champion de France junior d'athlétisme (avec l'association sportive Montbéliardaise)(1926)
- A appartenu à l'équipe d'athlétisme du F.C Sochaux 1927[3]
- 1er au 1 500 m des internationaux à Paris en 1929 (avec l'AS Montbéliard)
- Champion de France des petites motocyclettes (1929)
- Entraîneur de l'équipe de cross-country du 8e RTM qui devint championne de France en 1936
- Entraîneur de Barlier recordman de France de saut en longueur avec 7,32 m en 1936

## Parcours militaire
Première incorporation au 21e colonial, régiment d'infanterie de la marine (1929). En 1933 il fut affecté au 35e RI de forteresse à Belfort avec le grade de sergent-chef, passe par la suite du grade d'adjudant-chef à sous-lieutenant. Puis il fut muté au 171 RIF à Altkirch avec le grade d'officier d'état major. Il fut nommé par la suite au commandement du quartier général du secteur fortifié d'Altkirch. Enfin avant l'attaque allemande de mai-juin 1940, il fut affecté au commandement d'une compagnie de mitrailleuses, au 44e Corps d'Armée sous le commandement du général Daille avec le grade de lieutenant.

### Captivité
En juin 1940, il est fait prisonnier par les Allemands et il est envoyé dans un camp dénommé l'Oflag XVII-A ,. Dans sa baraque, il retrouve Xavier Chodron de Courcel, Jules Rêve, De Laruelle, l'abbé Baron, et le cardinal Del Chiaro. Il tente plusieurs évasions de 1942 à 1943. En 1945, les Allemands évacuent le camp ce qui permettra à lui-même et ses amis (De Courcel et le commandant Pradier) de quitter le camp. Il reviendra en France le 15 juin 1945.

### Carrière militaire d'après-guerre: l'école nationale d'EPM (entraînement physique militaire)
Après la Seconde Guerre mondiale, il reçoit un ordre de mission  du ministère de la guerre signé par Edmond Michelet, afin de rédiger la nouvelle méthode d'éducation physique et sportive de l'armée. Il est alors nommé directeur technique de l'école du Hameau à Pau. En 1946, le ministre des armées félicite personnellement André Emlinger car il « a rédigé et mis au point à l'école nationale d'EPM de PAU un mémento d'entraînement physique militaire d'une grande valeur technique, qui permettra désormais l'unité de doctrine  de l'entraînement Physique militaire dans l'Armée ». Après cela, André Émile Emlinger refuse d'être sous-secrétaire d'État aux sports sur proposition de son ami Pierre Métayer, ministre de la Guerre, et du colonel Clayeux, directeur des sports. Ainsi, il préfère retourner à la vie civile, et ne pas s'orienter vers une destinée politique. En 1967, il fera partie des cadres de la Protection civile des Hautes-Pyrénées en qualité de commandant de la 1re compagnie d'Hébergement des Hautes-Pyrénées .

### Décorations et distinctions
- Chevalier de la Légion d'honneur[11]
- Titulaire de la médaille militaire
- Officier de l'ordre national du Mérite[12]
- Titulaire de la médaille des services militaires volontaires[13]
- Titulaire de la médaille d'Or de la Jeunesse et des Sports[14]

## Parcours professionnel
André Emlinger décide de se lancer dans les affaires et s'intéresse à la vente en gros. Il a été un des premiers à introduire le pruneau d'Agen après la guerre en 1940 en France. Par la suite il abandonne cette activité pour créer la société SICASO.  (société industrielle chauffage accessoires sanitaire outillage) qui exporte vers l'Espagne mais la zone de distribution de cette entreprise s'étendra principalement dans les Hautes-Pyrénées, les Pyrénées-Atlantiques, les Landes, le Pays basque, le Gers jusqu'à Auch inclus, et la Haute-Garonne. Puis A. Emlinger va étendre son activité, en créant la S.C.I Gavarnie, à vingt-neuf appartements. Principalement c'est la SICASO-Bayonne qui sera la plus réputée, intégrée dans le Forum à Bayonne. Il sera par la suite  délégué régional et membre du bureau de direction de la confédération nationale des commerces de gros et président de Groupeurop et enfin président du centre de gros de Bayonne.

### Le Forum de Bayonne
En 1968, André Emlinger lance l'idée d'un Centre de Gros à Bayonne. En 1974 a lieu l'inauguration du Forum sur une surface de 70 000 m2 qui regroupera dix-huit entreprises dont la clientèle représente plus de dix mille détaillants, revendeurs et artisans. André Emlinger en sera le président fondateur. Il définit ainsi le forum comme « le regroupement en un même lieu de commerces de gros, réunissant le maximum de produits et permettant la réalisation et l'exploitation collectives du plus grand nombre de services communs, entraînant la rationalisant des méthodes de travail, l'augmentation de la rentabilité des entreprises et de leurs activités et la diminution des coûts de distribution ».

### Groupeurop
André Emlinger fut le président d'honneur de Groupeurop, dont le siège était au grand hôtel à Paris (place de l'Opéra). Le but de Groupeurop est de traiter de tous les problèmes à l'échelon européen, en particulier tous ce qui concerne les problèmes économiques, la réforme de l'entreprise et l'évolution du commerce en gros. Ainsi cette société a pour finalité de rechercher les meilleures applications du commerce de gros en s'orientant vers l'exportation et l'importation pour une implantation à l'échelon mondial.

### Confédération nationale des commerces de gros
- Membre associé de la Chambre de commerce des Hautes-Pyrénées.
- Délégué régional de la Confédération nationale des commerce de gros en Hautes-Pyrénées[19],[20]
- Membre des premières assises du commerce le 18 octobre 1976 sous la direction du ministre du Commerce et de l'artisanat, Pierre Brousse[21].

## Diverses contributions dans la ville de Bayonne et de Tarbes
- À l'origine de la création de centre Kennedy à Tarbes en 1976 (centre de gros des Hautes-Pyréenées). Ce centre regroupera la chambre de commerce, un centre d'affaires, le marché de gros, le centre routier régional, un bureau des douanes[22].
- Président fondateur du Forum à Bayonne
- Magistrat consulaire du tribunal de commerce de Bayonne de 1970 à 1983. Nommé juge honoraire par le garde des Sceaux, par arrêté du 27 décembre 1982[23]
- André Emlinger est membre du Rotary-club de Tarbes en 1960. Son épouse Madeleine Emlinger est membre actif du club réservé aux épouses de rotariens, l'Inner Wheel Club.
- Il fut conseiller de l'enseignement technologique à Tarbes de 1974 à 1978[24].

## Ses contributions concernant la vie de Napoléon
André Emlinger a eu pour passion, principalement ce qui touche à la vie de Napoléon. En effet il a estimé que « ce fut l'homme qui accomplit le plus grand nombre de choses importantes, dans un laps de temps le plus court » .Il était membre du Souvenir napoléonien. Il possédait la correspondance entre la duchesse d'Abrantès et de Joseph Bonaparte entre autres.
Une place a été nommée à Bayonne en son honneur (10 place André-Emlinger).

## Sources et références
1. ↑  Site confirmant l'origine de la famille Emlinger à Emlingen
2. ↑  Franck Schmitt - Généalogies des vieilles familles d'Emlingen 68080
3. ↑  Emlinger apparaît sur la photo officielle de l'équipe d'athlétisme du FC Sochaux 1927 (en bas de gauche à droite A. E. Emlinger est le quatrième)
4. ↑  Lettre du général Gibert, représentant le général des officiers de l'oflag XVII-A certifie à Edelbach le 24 septembre 1944 La présence du « lieutenant Emlinger dans le camp et s'est manifesté sous la forme suivante  : a dirigé sans interruption la section d'athlétisme de L'OFLAG XVII-A  et de plus a dirigé deux cours préparant au brevet d'éducateur sportif de la FFA »
5. ↑  La présence de Emlinger à l'OFLAG XVII-A avec un film « tourné » par des officiers du camp nommé Sous le manteau. On peut y voir ici Emlinger donner des cours de sport à des prisonniers officiers
6. ↑  Extrait de la conférence du médecin colonel Lartigue en novembre 1944 à Paris aux journées médicales d'informations de la Fédération Française d'éducation physique confirmant la réalisation de l'EPM par le lieutenant Emlinger
7. ↑  Exemple de l'importance de l'application de l'EPM à l'école Saint-Cyr de Coëtquidan
8. ↑  Extrait de la lettre de félicitations du ministre des Armées Edmond Michelet au lieutenant Emlinger le 2 septembre 1946 à Paris et certifié conforme par le lieutenant-colonel Lemoine chef de la section « Décorations »  pour le motif suivant : « officier spécialiste des questions d'entraînement physique et des sports, a rédigé et mis au point à l'École nationale d'EPM de « Pau » un mémento d'entraînement physique militaire d'une grande valeur technique, qui permettra de réaliser désormais l'unité de doctrine de l'EPM dans l'armée »
9. ↑  Lettre du 11 septembre 1946 de Pierre Metayer député de Seine-et-Oise ancien ministre numéro GF no 961 ( de la lettre) commençant sa lettre par « Cher ami » et dont la suite du message est du même ton. Qui lui proposa par la suite de devenir sous-secrétaire aux sports, ce qu'Emlinger refusa
10. ↑  Document de nomination fait le 5 octobre 1965 à Tarbes par le commissariat de police de Tarbes no 18678 et transmit par le préfet des Hautes-Pyrénées, R. De Gaillande : « Monsieur, vous faites partie des cadres de la Protection civile des Hautes-Pyrénées en qualité de commandant de la 1er compagnie d'hébergement de Tarbes »
11. ↑  Nomination fait à Bordeaux le 18 octobre 1950 par le IVe région militaire subdivision de Bordeaux état-major I°Bureau no 4550.CH.OR : le colonel ALBINET Commandant la subdivision de Bordeaux à Monsieur Emlinger Émile lieutenant de réserve d'Infanterie 15 rue Palissy, Agen. Proposition pour être chevalier de la Légion d'honneur (refus de sa part alors). - 2e Nomination faite à Pau le 16 novembre 1961 par le 5e région militaire, groupe de subdivision militaires de Pau. État-major - Chancellerie N°5379CH.Clt : 2341/2 R. Le colonel Jourda, commandant le groupe de Subdivision Militaires de Pau à Monsieur le capitaine de réserve Emlinger Émile " Jai l'honneur de vous adresser ci-joint, en communication, un mémoire de proposition pour le grade de chevalier dans l'ordre de la Légion d'honneur" (qu'il accepta)
12. ↑  Officier dans l'ordre national du Mérite : nomination fait à Paris le 10 mai 1988 : Document émis par le ministre délégué auprès du ministre d'État, chargé du Commerce de l'Artisanat et des Services numéro CAB/12/ED, Georges Chavanes y écrit que « sur ma proposition, monsieur le président de la République vous a promu au grade d'officier dans l'ordre national du Mérite » . Son parrain officiel pendant la remise de cette distinction fut l'amiral Van Walde
13. ↑  La médaille militaire remise par le général Daille
14. ↑  Remise par le colonel Clayeux dans un discours du 4 mai 1945 à Pau
15. ↑  Registre du commerce de Tarbes numéro 58 B 32 et numéro INSEE 733634400012  à la date du 1er octobre 1974, document indiquant date de la retraite de A. Emlinger, parce qu'il est « nommé à la tête de Groupeurop, et à la tête du centre de gros de Bayonne »
16. ↑  Liste de tous les magasins qui y sont installés ici
17. ↑  Extrait du "discours d'inauguration du Forum prononcé par son président, Monsieur Emlinger, le 25 juin 1974
18. ↑  Une entreprise qui explique le  rôle de Groupeurop sur son site ici
19. ↑  Document de la confédération nationale des commerces de gros, à Paris le 27 janvier 1983, édité par la préfecture de Mont-de-Marsan confirmant que son représentant en Hautes Pyrénées est Emlinger. ( Signé par Paul Avril alors Prefet)
20. ↑  Publication : Le Rôle du commerce de gros avec l'explication avec Emlinger alors délégué régional de la confédération des commerce de gros et du ministre du Commerce et de l'Artisanat, monsieur Ansquer lors de la première inauguration du 1er congrès mondial du commerce de gros à Cannes. Publié dans le magazine Commerce de gros no 99, juin-juillet-août 1975 (pages 16 à 18)
21. ↑  Extrait du Conseil national du commerce le lundi 18 octobre 1976 à 9h30 ouverture des assises par M. Pierre Brousse, ministre du Commerce et de l'Artisanat, avec l'allocution de M. François Ceyrac, président du Conseil national du patronat français. Avec un débat sur Antenne 2 animé par M. Joseph Pasteur avec la participation de Emlinger sur le thème, « retracé les défis auxquels le Commerce a été confronté dans les trente dernières années et la manière dont il a fait face. » Emlinger intervient en tant que président de GroupEurop leader européen du commerce de gros. Sur la même feuille il est inscrit que : « André Emlinger a participé à toute l'évolution du commerce de gros depuis la guerre. Successivement grossiste en fruits et légumes, puis en pièces détachées. Il est aujourd'hui à la tête d'un groupement de distribution à l'échelle européenne (GEP) il, a de plus fondé et préside le centre de gros de Bayonne »
22. ↑  Le journal L'Essor de la Bigorre no 153 septembre 1987 page 7, extrait : «  le 9 juillet dernier le président G. Cardy et E. Emlinger « père » du centre de gros concernant le centre de gros à Tarbes appelé le centre Kennedy
23. ↑  Document émis par le parquet de Tarbes : cabinet du procureur de la République, le 11 janvier 1983 à Tarbes. « Par arrêté ministériel en date du 27 décembre 1982, monsieur le garde des Sceaux vous a conféré l’honorariat, sur proposition de la Cour d'appel de Pau après l'avis en forme de vœux émis par les magistrats du tribunal de Commerce de Tarbes réunis en assemblée générale » signée par le procureur de la République G. Peyralans
24. ↑  Nomination en tant que conseiller de l'enseignement technologique, par le recteur C. Chalin de l'académie de Toulouse le 25 janvier 1974. no 354/RP.PS/C.E.T/JH/MV
25. ↑  Extrait d'une lettre officielle par le magazine le «Souvenir napoléonien » le 20 septembre 1985  par André Hérault à monsieur André Emlinger lui demandant des objets personnels de Napoléon